# Бретан
Бретан (фр. Bretten) насеље је и општина у источној Француској у региону Алзас, у департману Горња Рајна која припада префектури Алткирх.
По подацима из 2011. године у општини је живело 172 становника, а густина насељености је износила 41,35 становника/km². Општина се простире на површини од 4,16 km². Налази се на средњој надморској висини од 345 метара (максималној 398 m, а минималној 324 m).

## Демографија
| 1962. | 1968. | 1975. | 1982. | 1990. | 1999. | 2011. |
| ----- | ----- | ----- | ----- | ----- | ----- | ----- |
| 62    | 75    | 81    | 63    | 97    | 105   | 172   |

График промене броја становника у току последњих година